# Tommy Lee
Tommy Lee (vlastním jménem Thomas Lee Bass, * 3. října 1962) je americký hudebník a jeden ze zakladatelů glammetalové skupiny Mötley Crüe, kde hraje na bicí. Vedle toho založil i rap-metalovou skupinu Methods of Mayhem a také několik sólových projektů. Mezi jeho ex-manželky se řadí Heather Locklear a Pamela Anderson.

## Vybavení
Lee používá bicí Pearl Drums, činely Zildjian, blány Remo a paličky Ahead. Dříve používal bicí Sonor, Dw Drums, činely Paiste, a paličky Vic Firth a Vater.

## Diskografie

### Mötley Crüe
- 1981 – Too Fast For Love
- 1983 – Shout at the Devil
- 1985 – Theatre of Pain
- 1987 – Girls, Girls, Girls
- 1989 – Dr. Feelgood
- 1994 – Mötley Crüe
- 1994 – EP – Quartenary EP
- 1997 – Generation Swine
- 2008 – Saints of Los Angeles

### Solo
- Never a Dull Moment (2002)
- Tommyland: The Ride (2005)
- Andro (2020)

### Methods of Mayhem
- Methods of Mayhem (1999)
- A Public Disservice Announcement (2010)

### Rock Star Supernova
- Rock Star Supernova (2006)